# Wes Unseld
Westley Sissel "Wes" Unseld Sr. (Louisville, Kentucky, 14 de marzo de 1946 - 2 de junio de 2020) fue un baloncestista estadounidense que desarrolló su carrera profesional durante 13 temporadas en la NBA en los años 1970. Con 2,01 metros de altura, jugaba en la posición de pívot. Una vez retirado, fue entrenador de los Washington Bullets durante 7 temporadas. Era el padre del actual entrenador Wes Unseld Jr..

## Trayectoria deportiva

### Universidad
Unseld cursó sus estudios en la Universidad de Louisville, y en tres temporadas, consiguió unos promedios de 20,4 puntos y de 18,9 rebotes por encuentro, siendo en los tres años el máximo reboteador de su conferencia.

### NBA
Fue elegido en la segunda posición de la primera ronda del Draft de la NBA de 1968 por los Baltimore Bullets, y en su primera temporada consiguió un hito que hasta ese momento solo Wilt Chamberlain había logrado: ser Rookie del Año y MVP de la liga en la misma temporada, después de conseguir unos asombrosos 18,2 rebotes por partido.
Jugó durante sus trece años de profesional en el mismo equipo, aunque sufrió los cambios de denominación y de ciudad del mismo, ya que en 1973 se trasladaron a Washington, donde en su primera temporada se denominaron los Capital Bullets, para ser, finalmente, los Washington Bullets. No fue un gran anotador (finalizó su carrera con 10,8 puntos por partido), pero sí un excelente reboteador, consiguiendo 14 capturas por encuentro. formó un tándem perfecto con Elvin Hayes, y juntos llevaron a los Bullets a 4 finales de la NBA, ganando el anillo de campeón en 1978, siendo además nombrado MVP de las finales.
Se retiró en 1981, con 34 años de edad, y después de haber disputado 984 partidos de liga regular.

### Entrenador
En la temporada 83-84 se hizo con el cargo de entrenador asistente de los Bullets, y en mitad de esa temporada ocupó el de entrenador principal, estando al frente del equipo durante 7 temporadas. Ganó en ese tiempo 202 partidos, y perdió 345, con un porcentaje del 36,9%.

## Fallecimiento
Falleció el 2 de junio de 2020, a los 74 años.

## Estadísticas de su carrera en la NBA
|  | Denota temporada en la que ganó un campeonato de la NBA |
|  | Líder de la liga                                        |

### Temporada regular
| Año      | Equipo          | PJ  | PT | MPP  | %TC  | %3P  | %TL  | RPP  | APP | ROB | TPP | PPP  |
| -------- | --------------- | --- | -- | ---- | ---- | ---- | ---- | ---- | --- | --- | --- | ---- |
| 1968-69  | Baltimore       | 82  | –  | 36.2 | .476 | –    | .605 | 18.2 | 2.6 | –   | –   | 13.8 |
| 1969-70  | Baltimore       | 82  | –  | 39.4 | .518 | –    | .638 | 16.7 | 3.5 | –   | –   | 16.2 |
| 1970-71  | Baltimore       | 74  | –  | 39.2 | .501 | –    | .657 | 16.9 | 4.0 | –   | –   | 14.1 |
| 1971-72  | Baltimore       | 76  | –  | 41.7 | .498 | –    | .629 | 17.6 | 3.7 | –   | –   | 13.0 |
| 1972-73  | Baltimore       | 79  | –  | 39.1 | .493 | –    | .703 | 15.9 | 4.4 | –   | –   | 12.5 |
| 1973-74  | Capital Bullets | 56  | –  | 30.8 | .438 | –    | .655 | 9.2  | 2.8 | 1.0 | .3  | 5.9  |
| 1974-75  | Washington      | 73  | –  | 39.8 | .502 | –    | .685 | 14.8 | 4.1 | 1.6 | .9  | 9.2  |
| 1975-76  | Washington      | 78  | –  | 37.5 | .561 | –    | .585 | 13.3 | 5.2 | 1.1 | .8  | 9.6  |
| 1976-77  | Washington      | 82  | –  | 34.9 | .490 | –    | .602 | 10.7 | 4.4 | 1.1 | .5  | 7.8  |
| 1977-78  | Washington      | 80  | –  | 33.1 | .523 | –    | .538 | 11.9 | 4.1 | 1.2 | .6  | 7.6  |
| 1978-79  | Washington      | 77  | –  | 31.2 | .577 | –    | .643 | 10.8 | 4.1 | .9  | .5  | 10.9 |
| 1979-80  | Washington      | 82  | –  | 36.3 | .513 | .500 | .665 | 13.3 | 4.5 | .8  | .7  | 9.7  |
| 1980-81  | Washington      | 63  | –  | 32.3 | .524 | .500 | .640 | 10.7 | 2.7 | .8  | .6  | 8.0  |
| Total    | Total           | 984 | –  | 36.4 | .509 | .500 | .633 | 14.0 | 3.9 | 1.1 | .6  | 10.8 |
| All-Star | All-Star        | 5   | 0  | 15.4 | .500 | –    | .600 | 7.2  | 1.2 | .4  | .0  | 6.2  |

### Playoffs
| Año   | Equipo          | PJ  | PT | MPP  | %TC  | %3P  | %TL  | RPP  | APP | ROB | TPP | PPP  |
| ----- | --------------- | --- | -- | ---- | ---- | ---- | ---- | ---- | --- | --- | --- | ---- |
| 1969  | Baltimore       | 4   | –  | 41.3 | .526 | –    | .789 | 18.5 | 1.3 | –   | –   | 18.8 |
| 1970  | Baltimore       | 7   | –  | 41.3 | .414 | –    | .789 | 23.6 | 3.4 | –   | –   | 10.4 |
| 1971  | Baltimore       | 18  | –  | 42.2 | .462 | –    | .568 | 18.8 | 3.8 | –   | –   | 13.2 |
| 1972  | Baltimore       | 6   | –  | 44.3 | .492 | –    | .526 | 12.5 | 4.2 | –   | –   | 12.3 |
| 1973  | Baltimore       | 5   | –  | 40.2 | .417 | –    | .474 | 15.2 | 3.4 | –   | –   | 9.8  |
| 1974  | Capital Bullets | 7   | –  | 42.4 | .492 | –    | .600 | 12.1 | 3.9 | .6  | .1  | 10.1 |
| 1975  | Washington      | 17  | –  | 43.2 | .546 | –    | .656 | 16.2 | 3.8 | .9  | 1.2 | 10.7 |
| 1976  | Washington      | 7   | –  | 44.3 | .462 | –    | .542 | 12.1 | 4.0 | .9  | .6  | 7.0  |
| 1977  | Washington      | 9   | –  | 40.9 | .556 | –    | .583 | 11.7 | 4.9 | .9  | .7  | 7.4  |
| 1978  | Washington      | 18  | –  | 37.6 | .530 | –    | .587 | 12.0 | 4.4 | .9  | .4  | 9.4  |
| 1979  | Washington      | 19  | –  | 38.7 | .494 | –    | .609 | 13.3 | 3.4 | .9  | .7  | 10.3 |
| 1980  | Washington      | 2   | –  | 43.5 | .500 | .000 | .667 | 14.0 | 3.5 | .0  | 1.5 | 9.0  |
| Total | Total           | 119 | –  | 41.1 | .493 | .000 | .608 | 14.9 | 3.8 | .8  | .7  | 10.6 |

## Logros y reconocimientos
- Rookie del año y MVP en 1969.
- MVP de las finales en 1978.
- Máximo reboteador de la NBA en 1975.
- Máximo reboteador de la historia de la franquicia de Washington.
- Uno de los pocos jugadores de la historia que acumulan más de 10000 puntos y 10000 rebotes.
- Miembro del Basketball Hall of Fame desde 1988.
- Elegido uno de los 50 mejores jugadores de la historia de la NBA en 1996.
- Elegido en el Equipo del 75 aniversario de la NBA en 2021.